# Corralillo (Kostaryka)
Corralillo – dystrykt w Kostaryce, w kantonie Cartago, w prowincji Cartago.

## Geografia
Corralillo ma powierzchnię 32,57 kilometrów kwadratowych i leży na wysokości 1665 m n.p.m.

## Demografia
Według spisu z 2011 roku dystrykt Corralillo liczył 10 647 mieszkańców.

## Transport

### Transport drogowy
Przez dystrykt Corralillo biegną następujące drogi krajowe:
- Droga krajowa nr 222
- Droga krajowa nr 228
- Droga krajowa nr 304
- Droga krajowa nr 406
- Droga krajowa nr 407